# 希望のカタマリ
『希望のカタマリ』（原題:All Together Now）は2020年に配信されたアメリカ合衆国のドラマ映画である。監督はブレット・ヘイリー、主演はアウリイ・クラヴァーリョが務めた。本作はマシュー・クイックが2010年に発表した小説『Sorta Like a Rockstar』を原作としている。

## 概略
高校生のアンバー・アップルトンは音楽に秀でており、カーネギーメロン大学への進学を目指していた。いつも笑顔を振り撒く彼女だったが、ある秘密を抱えていた。実は、アンバーは母親と一緒にホームレス生活を送っていたのである。そんなある日、アンバーにさらなる困難が降りかかってきた。アンバーはなおも独力で事態を切り抜けようとしたが、ついに友人の1人に窮状を知られてしまった。

## キャスト
- アウリイ・クラヴァーリョ - アンバー・アップルトン（吹替：屋比久知奈）
- ジャスティナ・マシャド - ベッキー（吹替：桜岡あつこ）
- フレッド・アーミセン - ミスター・フランクス（吹替：根本泰彦）
- キャロル・バーネット - ジョーン（吹替：小宮和枝）
- ジュディ・レイエス - ドナ（吹替：細越みちこ）
- テイラー・リチャードソン - ジョーダン
- レンジー・フェリズ - タイ（吹替：畠中祐）
- ジェラルド・アイザック・ウォーターズ - チャド
- アンソニー・ジャック - リッキー（吹替：内匠靖明）
- C・S・リー - チー神父
- ジェイ・フォックス・Jr - レオ・リーソン

## 製作
2013年8月、フォックス・サーチライト・ピクチャーズがマシュー・クイックの小説『Sorta Like a Rockstar』の映画化権を獲得した。2016年3月、ミゲル・アルテタが本作の監督に起用された。2017年7月28日、フォックス・サーチライト・ピクチャーズが本作の製作から手を引いたため、企画自体が一旦仕切り直しとなったとの報道があった。その際、ブライス・ダラス・ハワードが本作で映画監督デビューを果たすとも報じられた。11月、Netflixが本作の配信権を獲得した。
2019年7月、スケジュールの都合でハワードが降板することになり、その後任にブレット・ヘイリーが起用された。また、アウリイ・クラヴァーリョの出演が決まった。9月、キャロル・バーネット、フレッド・アーミセン、レンジー・フェリズ、ジャスティナ・マシャド、ジュディ・レイエス、ジェラルド・アイザック・ウォーターズ、テイラー・リチャードソン、アンソニー・ジャックがキャスト入りした。10月、本作の主要撮影がオレゴン州ポートランドで始まった。
2020年5月4日、キーガン・デウィットが本作で使用される楽曲を手掛けるとの報道があった。8月28日、ミラン・レコーズが本作のサウンドトラックを発売した。

## マーケティング
2020年7月21日、本作の劇中写真が初めて公開された。8月11日、本作のオフィシャル・トレイラーが公開された。

## 評価
本作は批評家から好意的に評価されている。映画批評集積サイトのRotten Tomatoesには15件のレビューがあり、批評家支持率は80%、平均点は10点満点で6.82点となっている。また、Metacriticには9件のレビューがあり、加重平均値は64/100となっている。